# Битва при Уошите
Бойня при Уоши́те — сражение между южными шайеннами и Седьмым кавалерийским полком армии США, произошедшее 27 ноября 1868 года у реки Уошито, Оклахома.

## Предыстория
В 1867 году индейские племена юга Великих Равнин подписали мирный договор с правительством США у Медисин-Лодж-Крик, который сенат ратифицировал лишь в июле 1868 года. Южные шайенны и южные арапахо по условиям договора должны были покинуть территории к северу от реки Арканзас и поселиться в своей новой резервации на Индейской Территории.
Заключённый у Медисин-Лодж-Крик мир продлился недолго. В следующем году между шайеннами и белыми поселенцами снова начались столкновения. Правительство направило войска против враждебных индейцев.
В сентябре 1868 года подполковник Альфред Салли провёл неудачную экспедицию против шайеннских Воинов-Псов на севере Индейской Территории. В середине октября 1868 года генерал Филип Шеридан начал планировать новою карательную кампанию против южных шайеннов. Идея зимней операции заключалась в том, что если в это время лишить индейцев припасов, то они будут вынуждены сдаться.
Когда вождь Чёрный Котёл посетил военный пост Форт-Кобб, примерно в 100 милях от местонахождения его лагеря, чтобы вновь заверить командующего фортом, что он хочет жить в мире с американцами, ему сказали, что армия США уже начала военную кампанию против враждебных индейских племён. Индейский агент сказал ему, что единственное безопасное место для его людей — окрестности форта и он не имеет власти для предоставления им защиты.
Утром 23 ноября генерал Шеридан отдал приказ полковнику Джорджу Кастеру отправиться на поиски враждебных индейцев.

## Бойня
Лагерь Чёрного Котла обнаружили скауты-осейджи и именно благодаря им стало возможным неожиданное нападение. Селение насчитывало 75 типи, немного дальше от него стояли ещё два больших лагеря: один — шайеннов и арапахо, другой — команчей, кайова и кайова-апачей.
Во время нападения солдаты убили Чёрного Котла и его жену, переживших Сэнд-Крик. Женщины и дети спасались бегством, воины прикрывали их отход. Селение было сожжено, всё имущество уничтожено, много женщин и детей захвачено в плен. Кастер приказал пристрелить 875 шайеннских лошадей. Вскоре солдаты были вынуждены отступить — много индейских воинов из соседних лагерей спешили на выручку людям Чёрного Котла. Джордж Кастер послал отряд майора Эллиота преградить им путь. После недолгого боя вся группа Эллиота была перебита. Сам Кастер поспешил покинуть захваченный и сожжённый лагерь.
Мнения о числе погибших шайеннов сильно расходятся. Согласно официальному рапорту Кастера было убито 103 воина, 16 женщин и несколько детей. Однако Кастер, как и многие американские офицеры того времени, часто преувеличивал свои успехи. Оставшиеся в живых шайенны говорили о гибели 13 воинов, 16 женщинах и 9 детях. 14 декабря 1868 года в письме агенту по делам индейцев Эдварду Уикупу (Edward W. Wynkoop) разведчик Джеймс C. Морриссон писал
Сегодня прибыли Джон Смит, Джон Пойселл и Джек Фитцпатрик. Джон С. не участвовал в этом сражении, но Джон П. и Джек участвовали. Они все согласны, что официальные рапорты сильно преувеличены. Убито не больше 20 индейцев, остальные, около 40, это женщины и дети. 

## Бойня или битва?
После этого сражения по сей день в США продолжается дискуссия о том, было ли это событие военной победой или бойней.
14 декабря 1868 года New-York Tribune писала: «Полковник Уикуп, агент шайеннов и арапахо, опубликовал возмущённое письмо. Он считает последнее сражение полковника Кастера неприкрытой резнёй и утверждает, что Чёрный Котёл и его племя были мирными индейцами, которые шли в предназначенную им резервацию».
В пользу такого мнения говорит то, что в результате фронтальной атаки на лагерь вооружённых и якобы враждебных индейцев, в ходе которой были убиты якобы 103 индейских воина, в 7-м кавалерийском полку погиб только один боец. Остальные 20 были убиты более чем в миле от места «сражения», когда отделившийся от основных сил отряд майора Эллиота столкнулся с отрядами индейцев, шедших на помощь шайеннам.
Бюро по делам индейцев, современные шайенны и правозащитники называют происшедшее «резнёй мирных индейцев», «хладнокровной бойней» и требуют переименования исторического места события.